# ReMastered: Tricky Dick & the Man in Black
ReMastered: Tricky Dick & the Man in Black es una película documental de 2018 sobre cómo el presidente Richard Nixon, preocupado por la influencia del rock-n-roll en los votantes, invitó a Johnny Cash a la Casa Blanca en busca de la aprobación de la estrella de la música country.

## Sinopsis
ReMastered: Tricky Dick & the Man in Black trata sobre la relación entre Johnny Cash y Richard Nixon y la histórica actuación de Cash en la Casa Blanca el 17 de abril de 1970.  Durante la visita, se hace evidente que los ideales emergentes de Cash chocaban con las políticas de Richard Nixon.

## Reparto
- Johnny Cash
- Richard Nixon
- Aram Bakshian
- Pat Buchanan
- Alexander Butterfield
- John Carter Cash
- W.S. Holanda
- Bill Miller
- Don Reid
- Lou Robin
- Jimmie Snow
- Mark Stielper
- Joanne Cash Yates
- Bill Zimmerman
- Bill Anderson

## Canciones
El documental incluye la canción "What Is Truth?"
 